# Abubeker Nasir
Abubeker Nasir (23 febbraio 2000) è un calciatore etiope, attaccante del SuperSport Utd in prestito dal M. Sundowns.

## Carriera

### Club
Ha giocato nella prima divisione dei campionati etiope e sudafricano.

### Nazionale
Debutta con la nazionale etiope il 16 novembre 2019 in occasione dell'incontro di qualificazione per la coppa delle nazioni africane 2021 perso 1-0 contro il Madagascar.
Il 23 dicembre 2021 viene incluso nella lista finale per la Coppa delle nazioni africane 2021.

## Statistiche
Statistiche aggiornate all'8 gennaio 2022.

### Cronologia presenze e reti in nazionale
| Cronologia completa delle presenze e delle reti in nazionale ― Etiopia | Cronologia completa delle presenze e delle reti in nazionale ― Etiopia | Cronologia completa delle presenze e delle reti in nazionale ― Etiopia | Cronologia completa delle presenze e delle reti in nazionale ― Etiopia | Cronologia completa delle presenze e delle reti in nazionale ― Etiopia | Cronologia completa delle presenze e delle reti in nazionale ― Etiopia | Cronologia completa delle presenze e delle reti in nazionale ― Etiopia | Cronologia completa delle presenze e delle reti in nazionale ― Etiopia |
| Data                                                                   | Città                                                                  | In casa                                                                | Risultato                                                              | Ospiti                                                                 | Competizione                                                           | Reti                                                                   | Note                                                                   |
| ---------------------------------------------------------------------- | ---------------------------------------------------------------------- | ---------------------------------------------------------------------- | ---------------------------------------------------------------------- | ---------------------------------------------------------------------- | ---------------------------------------------------------------------- | ---------------------------------------------------------------------- | ---------------------------------------------------------------------- |
| 16-11-2019                                                             | Antananarivo                                                           | Madagascar                                                             | 1 – 0                                                                  | Etiopia                                                                | Qual. Coppa d'Africa 2021                                              | -                                                                      | 85’                                                                    |
| 19-11-2019                                                             | Bahar Dar                                                              | Etiopia                                                                | 2 – 1                                                                  | Costa d'Avorio                                                         | Qual. Coppa d'Africa 2021                                              | -                                                                      |                                                                        |
| 13-11-2020                                                             | Niamey                                                                 | Niger                                                                  | 1 – 0                                                                  | Etiopia                                                                | Qual. Coppa d'Africa 2021                                              | -                                                                      |                                                                        |
| 17-11-2020                                                             | Addis Abeba                                                            | Etiopia                                                                | 3 – 0                                                                  | Niger                                                                  | Qual. Coppa d'Africa 2021                                              | -                                                                      |                                                                        |
| 17-3-2021                                                              | Bahar Dar                                                              | Etiopia                                                                | 4 – 0                                                                  | Malawi                                                                 | Amichevole                                                             | 1                                                                      | 46’                                                                    |
| 24-3-2021                                                              | Bahar Dar                                                              | Etiopia                                                                | 4 – 0                                                                  | Madagascar                                                             | Qual. Coppa d'Africa 2021                                              | 1                                                                      |                                                                        |
| 30-3-2021                                                              | Abidjan                                                                | Costa d'Avorio                                                         | 3 – 1                                                                  | Etiopia                                                                | Qual. Coppa d'Africa 2021                                              | -                                                                      |                                                                        |
| 29-8-2021                                                              | Bahar Dar                                                              | Etiopia                                                                | 2 – 1                                                                  | Uganda                                                                 | Amichevole                                                             | 1                                                                      |                                                                        |
| 3-9-2021                                                               | Cape Coast                                                             | Ghana                                                                  | 1 – 0                                                                  | Etiopia                                                                | Qual. Mondiali 2022                                                    | -                                                                      |                                                                        |
| 7-9-2021                                                               | Bahar Dar                                                              | Etiopia                                                                | 1 – 0                                                                  | Zimbabwe                                                               | Qual. Mondiali 2022                                                    | -                                                                      |                                                                        |
| 9-10-2021                                                              | Bahar Dar                                                              | Etiopia                                                                | 1 – 3                                                                  | Sudafrica                                                              | Qual. Mondiali 2022                                                    | -                                                                      |                                                                        |
| 12-10-2021                                                             | Johannesburg                                                           | Sudafrica                                                              | 1 – 0                                                                  | Etiopia                                                                | Qual. Mondiali 2022                                                    | -                                                                      | 66’                                                                    |
| 11-11-2021                                                             | Soweto                                                                 | Etiopia                                                                | 1 – 1                                                                  | Ghana                                                                  | Qual. Mondiali 2022                                                    | -                                                                      |                                                                        |
| 14-11-2021                                                             | Harare                                                                 | Zimbabwe                                                               | 1 – 1                                                                  | Etiopia                                                                | Qual. Mondiali 2022                                                    | 1                                                                      |                                                                        |
| 9-1-2022                                                               | Yaoundé                                                                | Etiopia                                                                | 0 – 1                                                                  | Capo Verde                                                             | Coppa d'Africa 2021 - 1º turno                                         | -                                                                      | 82’                                                                    |
| 13-1-2022                                                              | Yaoundé                                                                | Camerun                                                                | 4 – 1                                                                  | Etiopia                                                                | Coppa d'Africa 2021 - 1º turno                                         | -                                                                      |                                                                        |
| 17-1-2022                                                              | Bafoussam                                                              | Burkina Faso                                                           | 1 – 1                                                                  | Etiopia                                                                | Coppa d'Africa 2021 - 1º turno                                         | -                                                                      |                                                                        |
| 25-3-2022                                                              | Moroni                                                                 | Comore                                                                 | 2 – 1                                                                  | Etiopia                                                                | Amichevole                                                             | -                                                                      |                                                                        |
| 5-6-2022                                                               | Lilongwe                                                               | Malawi                                                                 | 2 – 1                                                                  | Etiopia                                                                | Qual. Coppa d'Africa 2023                                              | 1                                                                      |                                                                        |
| 9-6-2022                                                               | Lilongwe                                                               | Etiopia                                                                | 2 – 0                                                                  | Egitto                                                                 | Qual. Coppa d'Africa 2023                                              | -                                                                      |                                                                        |
| 21-3-2025                                                              | Casablanca                                                             | Etiopia                                                                | 0 – 2                                                                  | Egitto                                                                 | Qual. Mondiali 2026                                                    | -                                                                      | 78’                                                                    |
| 24-3-2025                                                              | El Jadida                                                              | Etiopia                                                                | 6 – 1                                                                  | Gibuti                                                                 | Qual. Mondiali 2026                                                    | 3                                                                      | 65’                                                                    |
| Totale                                                                 |                                                                        | Presenze                                                               | 22                                                                     |                                                                        | Reti                                                                   | 8                                                                      |                                                                        |

## Palmarès

### Club

#### Competizioni nazionali
- Campionato sudafricano: 2

Mamelodi Sundowns: 2022-2023, 2023-2024